# Клеобеја
Клеобеја је у грчкој митологији било име више личности.

## Митологија
- Према Аполодору, Клеобеја је била мајка Еуритемиде.[1]
- Клеобеја је такође била и Филонидина мајка, коју је имала са Еосфором.[1]
- Према писању Аристотела и писаца који су описивали историју Милета, Клеобеја је била супруга Фобија, владара Милета, који је потицао од Нелејеве краљевске лозе. Њима је као гост дошао краљевић Антеј из Халикарнаса, у кога се она заљубила. Међутим, младић је одбио њено удварање углавном се позивајући на Зевсове законе о поштовању свог домаћина, Клеобејиног супруга. Због тога му се она осветила; замолила га је да јој донесе јаребицу (или златни пехар) са дна бунара. Када се спустио да јој то донесе, бацила је тежак камен на њега и убила га. Међутим, када је схватила какав је злочин починила, обесила се. Њен супруг је ово схватио као несрећу која је бачена као клетва на њега, те је свој престо уступио Фригију. Неки аутори су сумњали да је ова прича проистекла од Аристотела и радије је приписују Аристодику, међутим није било неубочијанео да филозофи додају митолошке приче својим много озбиљнијим радовима. Ово је могао бити опис облика власти у Милету.[2]
- Неки аутори су помињали Клеобеју као Кријасову и Мелантину кћерку, Форбантову и Ереуталионову сестру.[3]
- Паусанија је писао да је Клеобеја прва увела Деметрине оргије са Пароса на Тасос. Поменуо ју је када је описивао слике Полигнота на лесхи на Делфима.[4]